# نادي هامبورغ

شعار هامبورغ من العام 1950 حتى العام 1978.

نادي هامبورغ الرياضي (بالألمانية: Hamburger Sport-Verein) هو نادي كرة قدم ألماني من مدينة هامبورغ تأسس في 29 سبتمبر 1887. يعد من أشهر الأندية الألمانية. لعب النادي في جميع مواسم الدوري الألماني الأول، كما حصل على العديد من البطولات المحلية والقارية، من بينها دوري أبطال أوروبا. من أشهر من لعب لصالح الفريق في السابق فرانز بكنباور وأوفه زيلر.
إلى جانب كرة القدم يشارك الفريق في عدة ألعاب أخرى: كرة القاعدة وكرة السلة والبولينغ والكريكيت والغولف والجمباز وكرة اليد والهوكي وألعاب القوى والرغبي والسباحة والتنس وكرة الطائرة.
عدد أعضاء النادي هو 40000 تقريباً، مما يجعله ثالث أكبر جمعية رياضية في ألمانيا.

## ملعب فولكسبارك
هو ملعب كرة قدم يقع في مدينة هامبورغ الألمانية. يسع الملعب لجلوس 56 ألف متفرج. يعتبر الملعب الرسمي الذي يخوض عليه نادي هامبورغ مبارياته. تم افتتاح الملعب في 12 يوليو 1953 ثم تم تجديده في سنة 1998.

## الهبوط التاريخي
في موسم 2017–18 ودع هامبورغ دوري الدرجة الأولى محتلاً المركز السابع عشر وسط صدمة كبيرة على مستوى ألمانيا كلها؛ وذلك لأن هامبورغ كان حينها النادي الوحيد في البوندسليغا الذي لم يهبط إلى الدرجة الثانية. ولم يكن كافياً فوزه على بوروسيا مونشنغلادباخ 2-1 في المباراة الختامية للدوري. حيث أن منافسه الآخر فولفسبورغ تغلب على كولن 4-1 ليتأهل إلى ملحق البقاء والهبوط.
وعبرت الجماهير الغاضبة عن سخطها بإلقاء القنابل والألعاب النارية على أرضية الملعب، وتم إيقاف اللعب من قبل رجال الشرطة. كما حمّلت الجماهير إدارة الفريق مسؤولية هبوط النادي الذي لم يحرك ساكناً طوال الموسم واعتبروه «عاراً كبيراً».

## إنجازات الفريق

### بطولات محلية
- الدوري الألماني (7 مرات): 1923، 1922، 1928، 1960، 1979، 1982، 1983
- كأس ألمانيا (3 مرات): 1963، 1976، 1987
- كأس السوبر الألماني (وصيفاً - 3 مرات): 1977, 1982, 1987
- كأس الدوري الألماني (مرتين): 1973، 2003

### بطولات قارية
- دوري أبطال أوروبا: 1982–83
- كأس أبطال الكؤوس الأوروبي: 1976–77
- كأس إنترتوتو: 2005، 2007

## أبرز اللاعبين السابقين
- أنيس بن حتيرا
- يوريس ماتيسين
- رافاييل فان در فارت
- دافيد ياروليم
- غاي ديميل
- ملادن بيتريتش
- زي روبرتو
- إلييرو إليا
- بيوتر تروخوفسكي
- فرانك روست
- هايكو فيسترمان
- خوسيه باولو غيريرو

## وصلات خارجية
- الموقع الرسمي